# Transatlantic Conference Agreement
Das Transatlantic Conference Agreement (kurz TACA) ist eine Schifffahrtskonferenz mit Sitz in Crawley, Großbritannien. 

## Allgemeines und Geschichte
Die Konferenz wurde 1992 als TAA (Transatlantic Agreement) gegründet und 1994 in TACA umbenannt. 
1998 erlange die Konferenz größeren Bekanntheitsgrad, als sie nach einer Untersuchung der EU wegen des Vorwurfs illegaler Preisabsprachen mit einer Strafe in Höhe von 564 Mio. DM belegt wurde. Die Strafe wurde 2003 durch den Europäischen Gerichtshof aufgehoben.

## Mitglieder
- Mærsk Line
- Atlantic Container Line (ACL)
- Nippon Yūsen Kaisha Line (NYK Line)
- Mediterranean Shipping Company (MSC)
- Orient Overseas Container Line (OOCL)